# Elisabeth Bukkehave
Elisabeth Bukkehave (* 10. September 1954 in Svendborg) ist eine dänische Maskenbildnerin.

## Leben
Elisabeth Bukkehave ist die Tochter des dänischen Autohändlers Asger Bukkehave (8. Mai 1909–8. April 1997) und der aus Schweden stammenden Pianistin Birgitta Tengbom (2. Juni 1921–2. Juli 2023). Sie wuchs mit zwei Schwestern und einem Bruder in Svendborg auf.
Sie ist seit 1978 für mehr als 60 dänische Filme und einige Fernsehserien als Maskenbildnerin verantwortlich gewesen, so auch für die beliebte Serie Die Leute von Korsbaek, die erste dänische Sitcom Een Store Familie oder den preisgekrönten Film Babettes Fest.
Zudem war sie ab 1979 bei vier Filmen der Olsenbande-Reihe für das Make-up zuständig. In dem Film Die Olsenbande ergibt sich nie hatte sie zudem einen kurzen Auftritt als Geliebte von Bang-Johansen und in Der (wirklich) allerletzte Streich der Olsenbande hatte sie einen Cameo-Auftritt als Krankenschwester.
Elisabeth Bukkehave ist liiert und hat keine Kinder.